# 内間康平
内間 康平（うちま こうへい、1988年11月8日 - ）は、沖縄県浦添市出身の元自転車競技選手である。

## 来歴
北中城高校で自転車部主将として好成績を残し、ジュニア日本代表にも選出される。
2007年、鹿屋体育大学に進学
2009年
- ツール・ド・北海道U23総合 優勝

2010年
- ツアー・オブ・タイランド第5ステージ優勝、総合7位。

2011年、チームNIPPOに加入。主にアシストとしてチームを支えている。
- ツール・ド・おきなわ(UCI2.2) 総合7位

2014年
- チームブリヂストン・アンカーに移籍。[1]
- ツールドシンカラ(UCI2.2)第1、第6ステージ優勝

2015年
- アジア自転車競技選手権大会ロードレース　3位[2]
- ツアー・オブ・タイランド第1、第6ステージ優勝、総合2位[3]
- ツール・シクリスト・アンテルナシオナル・ド・ラ・グアドループ 第7ステージ3位
- ツールド北海道 総合3位

2016年
- ツアー・オブ・ジャパン 東京ステージ3位
- リオデジャネイロオリンピック ロードレース男子出場(DNF)
- ツール・ド・おきなわ 3位

2017年
- NIPPO・ヴィーニファンティーニへ移籍[4]

2019年
- TeamUKYOへ移籍。
- 8月末限りでチームを離脱、競輪学校への受験を表明[5]
- ツール・ド・おきなわ 2位

2023年
- ジャイアントのアンバサダーとして活動開始[6]